# Norsko na Letních olympijských hrách 1976
Norsko na Letních olympijských hrách 1976 v kanadském Montréalu reprezentovalo 66 sportovců, z toho 60 mužů a 6 žen. Nejmladším účastníkem byl Alf Torp (15 let, 323 dní), nejstarším pak Morten Rieker (35 let, 221 dní). Reprezentanti vybojovali 2 medaile, z toho 1 zlatou a 1 stříbrnou.

## Medailisté
| Medaile | Jméno                                                | Sport     | Disciplína           |
| ------- | ---------------------------------------------------- | --------- | -------------------- |
| Zlato   | Alf Hansen Frank Hansen                              | Veslování | Dvojskif - muži      |
| Stříbro | Finn Tveter Rolf Andreassen Arne Bergodd Ole Nafstad | Veslování | Coxless Fours - muži |